# 史蒂文·伯克
史蒂文·伯克（Steven Bruke，1988年3月4日—），生于伯恩利，英国自行车运动员，曾参加2008年、2012年和2016年三届奥林匹克运动会，共获得两枚金牌和一枚铜牌。